# Митога (река, впадает в Охотское море)
Митога — река на полуострове Камчатка в России.
Длина реки — 54 км. Площадь водосборного бассейна — 378 км². Протекает по территории Усть-Большерецкого района Камчатского края. Впадает в Охотское море.
Гидроним вероятно имеет ительменское происхождение.

## Притоки
Объекты перечислены по порядку от устья к истоку:
- 1 км: Вторая Митога
- 20 км: река без названия
- 30 км: Тундровая

## Данные водного реестра
По данным государственного водного реестра России относится к Анадыро-Колымскому бассейновому округу.
Код водного объекта в государственном водном реестре — 19080000212120000027027.